# Yves Le Lou
Pour les autres membres de la famille, voir Famille Le Loup de La Biliais.
Yves Le Lou, seigneur du Breil, fut maire de Nantes de 1603 à 1604. Il était conseiller du roi et maître des comptes à Nantes.

## Biographie
Yves Le Lou est le fils du maire Michel Le Lou, seigneur du Breil, et de Françoise Rocas (fille du maire Yves Rocaz).
Il épouse Catherine Jallier, fille de  Jean Jallier, seigneur de Ranzay et de La Regnaudière, receveur de l'évêché de Nantes et de l'évêché de Rennes, général des finances, trésorier de France, maître en la Chambre des comptes de Bretagne, et de Bonne de Troyes, dame de La Haie.